# Saint-Éloi, Île de la Cité
Saint-Éloi var en kyrkobyggnad i Paris, helgad åt den helige Eligius. Kyrkan var belägen vid dagens Rue de Lutèce på Île de la Cité i fjärde arrondissementet. 

## Historia
Kyrkan grundades förmodligen under 1100-talet. År 1631 överlät ärkebiskopen av Paris, Jean-François de Gondi, den då nedgångna kyrkan åt barnabitorden; orden lät restaurera kyrkan samt uppföra ett kloster.
I samband med franska revolutionen stängdes kyrkan år 1791 och nyttjades som myntverk. Kyrkan och klostret revs år 1858, då Boulevard du Palais anlades, under ledning av baron Haussmann. Fasaden bevarades och uppfördes år 1863 på kyrkan Notre-Dame-des-Blancs-Manteaux.

## Bilder
| - Notre-Dame-des-Blancs-Manteaux. |